# جو جرينهالغ
جو جرينهالغ (9 فبراير 1985 في المملكة المتحدة - )  (بالإنجليزية: Joe Greenhalgh)‏ هو لاعب كريكت بريطاني. لعب مع Derbyshire Cricket Board ‏.